# 長尾氏春
長尾 氏春（ながお うじはる）は、室町時代の武士。
父は千秋長尾氏の長尾藤明とされる。小山田上杉頼顕の男系従兄弟にあたる。元々は上総国佐貫あたりに本拠を持ったと云われるが定かではない。のちに上杉禅秀から武蔵国守護代に任じられた。
応永23年（1416年）、上杉禅秀の乱が起きると、長尾一族の何人かと結託して禅秀に加担。一時は優勢になるが、足利持氏側が持ち返すと氏春も追い詰められ、自害したと云われる。